# 範多範三郎
範多 範三郎（はんた はんさぶろう、1884年2月29日 - 1947年9月24日）は、日本の実業家。父は範多財閥の創設者エドワード・ハズレット・ハンター。英国名はHansaburo Hunterで、通称Hans Hunter（ハンス・ハンター）。東京アングリング・アンド・カントリークラブの創設者でもある。

## 人物

### 生い立ち
1884年2月29日、アイルランド系英国人実業家 E・H・ハンターと、大阪川口居留地の近くに住む薬種問屋・平野常助の娘・愛子の次男に生まれる。神戸市に育ち、7歳でイギリスに留学する。グラスゴーで青少年期をすごし、19歳から3年間ロンドンの王立鉱山学校（ロイヤル・スクール・オブ・マインズ）で鉱山学と冶金学を学ぶ。
卒業後ロイヤル・スクール・オブ・マインズ学会、英国地質学会、南洋州採鉱冶金学会、米国採鉱冶金技術者学会の会員に加わり、明治39年（1906年）から明治40年（1907年）にかけて米国の鉱山と精錬業などを視察。父E・H・ハンターの経営するアンティモニー精錬会社の技術監督としてビルマ（現在のミャンマー）、タイ、マレー半島の鉱山を調査して歩き現場実習を積んだ。明治42年（1909年）から明治43年（1910年）にはロンドンのクロンプトン商会で電気技師として勤めた。

### 実業家として
明治43年（1910年）4月2日付けで英国籍を取り、この年の暮れに帰国した。英国名はHansaburo Hunterで、その綴りを略したHans Hunterが通称のハンス・ハンターの由来である。英国籍になって日本に帰国したハンス・ハンターは、ロイヤル・スクール・オブマインズの同窓生たちと共同で朝鮮雲山郡一帯の鉱業権を取得して雲山鉱山、大楡洞金山経営に乗り出した。ドイツ、スペイン、イタリア人との共同経営で成功をおさめた。その他にも兄範多龍太郎らと厚昌鉱業（株）、当時の朝鮮の富豪尹一族の子息とソウル・マイニング・カンパニー・リミテッドも共同経営し、金鉱山で成功を遂げた。明治末期に日本に帰国した。

#### 鯛生金山株式会社
大正7年（1918年）に鯛生金山を取得し、同年6月に資本金100万円で鯛生金山株式会社（Taio Gold Mines Co., Ltd.）を設立する。旧鯛生野鉱山から鯛生金山に改名する。削岩機をはじめ立て抗エレベーター、選鉱場、精錬所、火力発電所にも英国製の最新設備を備え、英国から技師数名を招き操業を開始する。金の産出量は大正7年に90kg、大正10年（1921年）に500kg、大正13年（1924年）には1tに達し、東洋一の金の産出量を誇った。しかし、その後新鉱床の発見がなく、公害問題が発生したのを期に、大正14年（1925年）に鯛生金山の鉱山権と経営権を、兄の範多商会の総支配人・木村鐐之助に譲渡した。

#### 見立錫鉱山
大正13年（1924年）に宮崎県の旧延岡藩主内藤政挙子爵より、見立錫鉱山と大分県内の木浦鉱山の鉱山権を取得して、龍三鉱業合資会社を設立する。大正14年（1925年）6月に大阪から活動の本拠地を帝国ホテルにおいて、見立鉱山開発のためにイギリスのアングロ・オリエンタル・マイニング・コーポレーション の資本を導入して、同社との合弁会社 Toyo Tin Limited をロンドンに設立する。またその子会社として、資本金100万円の東洋鉱山株式会社を設立した。昭和2年（1927年）から錫精鉱の生産を開始する。昭和6年（1931年）の満州事変を契機に、軍需産業の拡大により錫精鉱の需要は増大し、錫精鉱556tの実績を示して量産体制となった。1933年には大阪の厚昌鉱業株式会社の取締役も兼ねた。

### 晩年
昭和15年（1940年）、戦時色が濃くなるにつれ国内の鉱山開発が促され、宮崎見立鉱山の関連事業として、大分県内に木浦鉱山を開発、大分市に錫精錬所も建設した。錫精鉱の採鉱から選鉱、精錬を一貫して操業する。ドイツと密約を交わしてソビエト連邦がラトビアに軍を進め、駐日ソ連邦大使館内にラトビア領事館を設けたため、赤坂の範多事務所に設置されていたラトビア国領事館は閉鎖された。名誉総領事の地位を失ったハンス・ハンターは、英国籍のまま日本に留まることは難しくなり、昭和15年（1940年）10月1日、第5回国勢調査が実施された際に日本国籍の回復届けを提出し「範多範三郎」に改名する手続きを行い、5日に受理された。東洋鉱山も英国資本の下では経営不可能になり、外国人技術者らは相次いで帰国した。範三郎は経営を退き、ラサ工業の傘下に入れて、英本国、米国、カナダなどに散在していた貸借関係と財産整理にあたり、一切の事業から身を引いて小平に設けた範多農園で隠遁生活に入った。この前後に範三郎の実弟・英徳とその妻エリザベスが相次いで他界した（英徳は英国留学から帰国後、原宿の表参道に広い屋敷を設け、虎ノ門で英徳商会を営み、蒸気自動車や電気自動車、木炭自動車を販売していた）。

## 家族
- 父　エドワード・ハズレット・ハンター
- 母　愛子（平野常助の娘）
- 妻　みどり（父は元判事・大阪市議会議長森作太郎。兄妹に森恪）
- 兄　範多龍太郎
- 姉　ふじ子
- 弟　範多英徳